# Max veut divorcer
Pour plus de détails, voir Fiche technique et Distribution.
Max veut divorcer (Max Wants a Divorce) est un film américain réalisé par Max Linder, sorti en 1917.

## Synopsis
Le jour de son mariage, Max embrasse sa fiancée à l’autel, mais aperçoit aussitôt une jolie jeune femme assise au premier rang. Incapable de se retenir, il lui fait un clin d’œil. Sa fiancée le surprend et en est profondément choquée.
La dispute éclate dès la nuit de noces. Après avoir détruit tout le mobilier de leur appartement dans une violente querelle, les jeunes mariés décident de se séparer avant même d’avoir commencé leur vie commune.
Pour obtenir le divorce, Madame Max propose que son mari se compromette avec la jeune femme vue à l’église. Max organise donc une rencontre avec elle dans un appartement qu’il loue à cet effet, puis avertit son épouse afin qu’elle vienne les surprendre avec des détectives.
Mais un quiproquo survient : Max et la jeune femme se trompent d’adresse et pénètrent accidentellement dans un asile psychiatrique. Ils sont enfermés dans une cellule capitonnée avec une douzaine de pensionnaires. Par un hasard malheureux, Madame Max et les détectives commettent la même erreur et se retrouvent également enfermés.
Dans la confusion, la jeune femme reproche à Max de l’avoir impliquée dans cette mésaventure. Max et son épouse, face à cette situation absurde, se regardent, puis regardent autour d’eux. Ils réalisent que leur vie n’est peut-être pas si terrible et se réconcilient.
C’est alors que Max apprend qu’il hérite de trois millions, à condition d’être célibataire. Une nouvelle qui vient ironiquement bouleverser sa décision tout juste prise de rester marié,.

## Fiche technique
- Titre original : Max Wants a Divorce
- Titre français : Max veut divorcer
- Réalisation : Max Linder
- Scénario : Max Linder
- Photographie : Arthur Reeves
- Pays d'origine : États-Unis
- Format : Noir et blanc - 1,33:1 - Film muet
- Genre : comédie
- Date de sortie : 1917

## Distribution
- Max Linder : Max
- Martha Mansfield : la femme de Max
- Helen Ferguson
- Francine Larrimore
- Ernest Maupain